# Deep Valley
Deep Valley is een Amerikaanse dramafilm uit 1947 onder regie van Jean Negulesco.

## Verhaal
Libby Saul is een verlegen boerendochter met een spraakstoornis. Ze woont samen met haar ouders in een afgelegen dal in Californië. Ze valt voor Barry Burnette, een kittelorige gevangene uit San Quentin die dwangarbeid verricht in de buurt. Ze weerstaat de avances van diens opzichter Jeff Barker. Op een dag helpt ze Barry ontsnappen.

## Rolverdeling
| Acteur            | Personage      |
| ----------------- | -------------- |
| Ida Lupino        | Libby Saul     |
| Dane Clark        | Barry Burnette |
| Wayne Morris      | Jeff Barker    |
| Fay Morris        | Ellie Saul     |
| Henry Hull        | Cliff Saul     |
| Willard Robertson | Sheriff Akers  |